# عمر الهلالی
عمر الهلالی (انگلیسی: Omar El Hilali؛ زادهٔ ۳ سپتامبر ۲۰۰۳) بازیکن فوتبال است.
وی همچنین در تیم ملی فوتبال زیر ۲۰ سال مراکش بازی کرده‌است.